# Satyagraha
Satyagraha es un neologismo inventado por Mahatma Gandhi en 1906. El término, que puede traducirse como «insistencia en la verdad», «fuerza del alma» o «fuerza de la verdad» (proviene de satya, 'verdad', y agraha, 'insistencia'), representa la lucha, la resistencia y la desobediencia civil realizadas de manera sistemática (combinación de tácticas y estrategias), con objetivos ético-políticos y con una dimensión espiritual.
- सत्याग्रह, en escritura devanagari.
- satyāgraha, en el sistema IAST de transliteración.

Gandhi desarrolló la satyagraha en sus campañas para lograr la independencia de la India. Posteriormente, la teoría satyagraha influyó en Martin Luther King, quien dirigió, a su vez, el Movimiento por los Derechos Civiles en Estados Unidos.